# Пътешествие през невъзможното
„Пътешествие през невъзможното“ (на френски: Le Voyage à travers l'impossible) е френски късометражен игрален ням филм от 1904 г. на режисьора Жорж Мелиес, вдъхновен от пиесата на Жул Верн от 1882 г. „Пътешествие през невъзможното“. Сюжетът преследява комичните опити на група любители географи да достигнат Слънцето чрез различни методи за пътуване. Филмът има подобна визия на тази от друг предишен филм на Мелиес – „Пътешествие до луната“ от 1902 г.